# Matriz (Horta)
Matriz es una freguesia portuguesa perteneciente al municipio de Horta, situado en la Isla de Faial, Región Autónoma de Azores. Posee un área de 1,62 km² y una población total de 2 523 habitantes (2001). La densidad poblacional asciende a 1 557,4 hab/km². Posee 1 904 electores inscritos.